# Tiszaszalka
Tiszaszalka è un comune dell'Ungheria di 953 abitanti (dati 2001). È situato nella contea di Szabolcs-Szatmár-Bereg.